# Мохначка Вишня
Мохна́чка Ви́шня (пол. Mochnaczka Wyżna) — село в Польщі, на Лемківщині, у гміні Криниця-Здруй Новосондецького повіту Малопольського воєводства.
Населення — 679 осіб (2011).

## Розташування
Розміщене при державній дорозі  75, у Низьких Бескидах, у долині потоку Мохначка — правої притоки річки Мушинка.

## Історія
Село Мохначка закріпачене на волоському праві в 1581 році Яном Святковським за наданим йому єпископом Мишковським привілеєм. Греко-католицька парафія існувала в селі у 1626 році, коли краківський єпископ Мартин Шишковський затвердив купівлю мохнацьким священиком о. Лукою другого лану ріллі в якогось Гутника. З того ж року був перший церковний дзвін вагою 300 кг. У 1648 році виокремлено село Мохначка Вижня. Метрики велися від 1784 р.
До середини XX ст. в регіоні переважало лемківсько-українське населення. З листопада 1918 по січень 1920 село входило до складу Лемківської Республіки. В селі була москвофільська читальня імені Качковського.
У 1939 році з 690 жителів — 630 українців, 40 поляків (працівники тартака) і 20 євреїв. До 1945 р. в селі була дочірня греко-католицька церква парафії Мохначка Нижня Мушинського деканату.
Згодом, у період між 1945 і 1947 роками, у цьому районі тривала боротьба між підрозділами УПА та радянським військами. 284 з тих, хто вижив, 3 липня 1947 року під час Операції Вісла були депортовані на понімецькі землі Польщі.
У 1975—1998 роках село належало до Новосондецького воєводства.

## Демографія
Демографічна структура станом на 31 березня 2011 року:
|          | Загалом | Допрацездатний вік | Працездатний вік | Постпрацездатний вік |
| -------- | ------- | ------------------ | ---------------- | -------------------- |
| Чоловіки | 333     | 80                 | 232              | 21                   |
| Жінки    | 346     | 88                 | 220              | 38                   |
| Разом    | 679     | 168                | 452              | 59                   |